# Hunters Point Avenue (métro de New York)
Pour les articles homonymes, voir Hunters Point.
Hunters Point Avenue est une station souterraine du métro de New York située dans le quartier de Long Island City dans le Queens. Elle constitue la première station de l'IRT Flushing Line (métros violets), issue du réseau de l'ancienne Interborough Rapid Transit Company (IRT) située à l'est du Steinway Tunnel qui relie Manhattan au Queens. Elle fait partie des nombreuses stations de la ligne à avoir été construites dans des styles architecturaux originaux, et s'inspire fortement des influences italiennes. Les mosaïques de la station sont ornées de la mention « HP ». Sur la base des chiffres 2012, la station était la 264e plus fréquentée du réseau.
Les métros 7 y transitent 24/7.